# ماندرابیلا، استرالیای غربی
ماندرابیلا (به انگلیسی: Mundrabilla) یک منطقهٔ مسکونی در استرالیا است که در استرالیای غربی واقع شده‌است.